# A Worm in the Heart
A worm in the heart — документальный фильм ирландского режиссёра Пола Райса о путешествии гей-пары по Транссибирской железной дороге через Россию, Монголию и Китай, который включает интервью с членами ЛГБТК+сообщества, «живущими в условиях деспотических законов и сурового отношения в обществе». Премьера фильма состоялась зимой 2020 года на международном кинофестивале — в Санта-Барбаре, а в мае 2020 года — в онлайн-версии швейцарского фестиваля Visions du réel, где фильм попал в подборку лучших ЛГБТК+фильмов года.

## Описание
Документальный фильм рассказывает о путешествии гей-пары по Транссибирской железной дороге через Россию, Монголию и Китай, во время которого режиссёр и основной участник фильма Пол Райс вместе со своим партнером Лиамом Джексоном Монтгомери совершают остановки, чтобы взять эмоциональное личное интервью у членов ЛГБТ-сообщества в этих трех странах. На протяжении более 8000 километров Пол и Лиам встречаются с различным кругом людей — от активистов движения за ЛГБТ и просто сочувствующих из девяти различных городов. Среди героев интервью встречаются номинант на Нобелевскую премию мира, трансвестит, жертвы жестоких гомофобных и трансфобных атак, а также те, кто несмотря на возможные сложности, отстаивает свои права в этих трех странах.
По словам режиссёра Пола Райса, можно отметить три цели, которые преследует этот документальный фильм. Первая цель фильма — предоставить детальные и глубоко личные истории о текущем положении ЛГБТК+ сообществ в России, Монголии и Китае — чем они все отличаются друг от друга, а также что у них неожиданно есть общее. Во-вторых, этот документальный фильм демонстрирует многочисленные тревожные параллели между этими репрессированными обществами и западными странами, а также предлагает предостерегающий сигнал западному миру сохранять бдительность против роста гомофобии и трансфобии. Наконец, итоговая идея фильма универсальна и дает надежду на то, что люди не должны оставаться заложниками политиков или правительств.

## Награды
В рамках ЛГБТ-фестиваля кинофильмов Outshine в мае 2020 года фильм был удостоен наградами в номинациях «Лучший документальный фильм по мнению жюри» и «Лучший документальный фильм по мнению зрителей».